# ТВ Протокол К-1
ТВ Протокол К-1 је српска локална телевизија. Основана је 2001. године. Медијска кућа се налази у Лесковцу.